# Алкогольні напої у Швеції

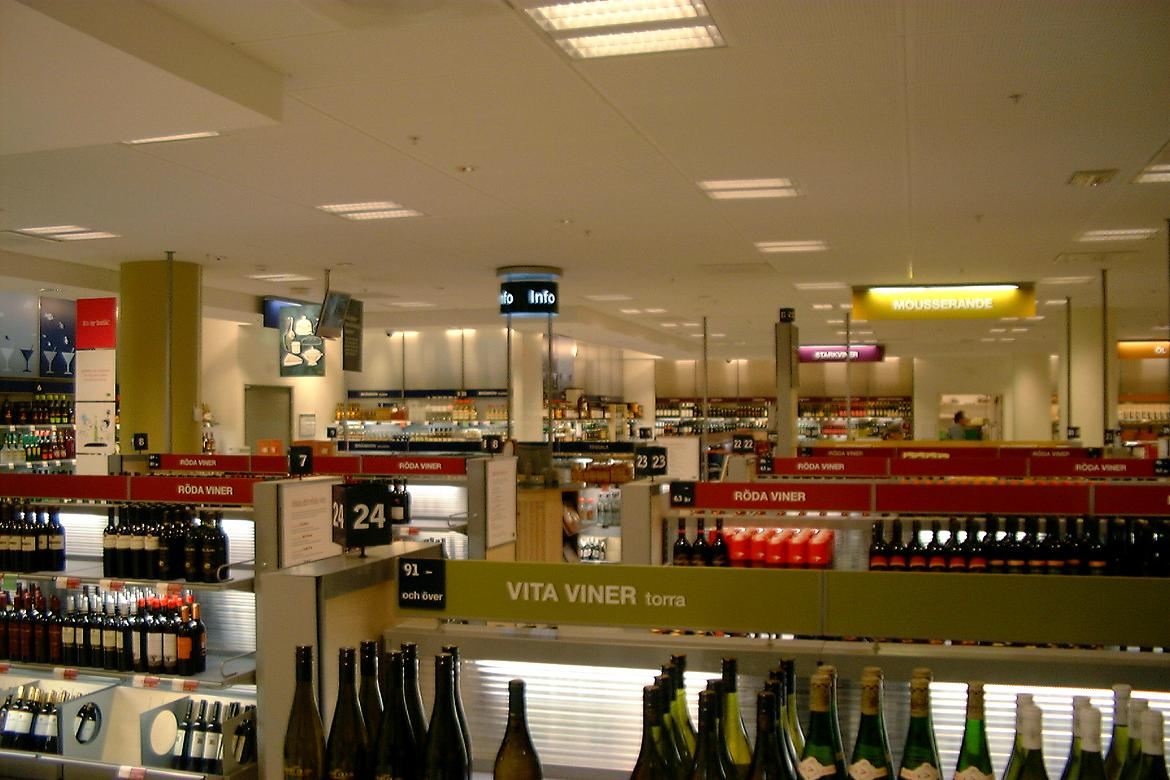
Вигляд всередині самообслуговування Systembolaget в Södertälje, Швеція

Алкогольні напої Швеції схожі до більшості країн Європи. Швеція історично належить до регіону, де вживають багато горілчаних виробів, але протягом другої половини XX століття шведи почали надавати перевагу вину та напоям у вихідний день. Вино тепер також виробляється в кількох частинах Швеції, а найпівденніший район Сконе перетворюється на центр виноградарства.

## Напої та бренди
Шведським винаходом є пунш, який традиційно виготовляють з південноазійського алкогольного напою — араку (його одержують шляхом перегонки рисового або фінікового затору з додаванням меляси з цукрової тростини). Напій містить від 20% до 30% спирту і має пряний, солодкий присмак. Зазвичай його подають з льодом. Але взимку пунш нагрівають до 40 градусів Цельсія, що робить його ідеальним доповненням до традиційного шведського горохового супу.
Світле пиво — це найпопулярніший напій, як з їжею, так і в барах. У ресторанах і барах воно служить «штормовиком» (буквально «великий силач»), склянка, як правило, містить 400–500 мл.
Латтоль (близько 2%) дуже популярний в обідніх ресторанах, тому що більшість людей може випити одну склянку та лишитись спроможним керувати авто.
Солодкий сидр також є поширеним напоєм. Сидр — ферментований сік з яблука або груші.

## Історія
З часів Середньовіччя пиво було основним напоєм у Швеції. Медовий напій був загальним делікатесом. Дистиляція була введена у 15 столітті. Протягом декількох століть було заборонено виробництво та / або продаж коньяку.
З початком урбанізації та індустріалізації проблема алкоголізму стала особливо гострою. Тяжка фізична праця на промислових підприємствах та проживання в брудних і скупчених пролетарських кварталах породжували стрес, із яким допомагав упоратись алкоголь. Під тиском «стурбованої громадськості» з вищих прошарків суспільства, в 1865 році в шведському Гетеборзі було впроваджено нову систему роздрібного продажу спиртних напоїв. У кожному районі монопольні права на торгівлю надали філантропічному акціонерному товариству, яке торгувало алкоголем так, щоб мінімізувати надмірне його споживання: поряд із алкоголем пропонувалась їжа та чай, вівся суворий відбір благонадійних продавців, заборонялось відпускати алкоголь в кредит або продавати його неповнолітнім. 
«Гетеборзьку систему», що діяла на муніципальному рівні, протягом наступних десятиліть перейняли багато інших міст. На початку ХХ століття, однак, індустріалізованими країнами поширилась практика тотальної заборони споживання алкоголю як альтернатива таким реформістським заходам. У Швеції це питання було винесене на референдум у 1922 році. Замість тотальної заборони алкоголю в результаті поза законом опинилось лише пиво, міцніше за 3,6%: його можна було придбати лише в аптеці по рецепту. Що ж до решти напоїв, у Швеції було введено «систему Братта», названу на ім'я лікаря і політика, який ініціював нормування споживання алкоголю. Кожен громадянин отримав motbok — книжечку, куди ставилась печатка при кожній покупці в алкогольній «монопольці». Кількість печаток, які можна було отримати протягом місяця, була обмежена. Станом на кінець 1948 року, середній швед купував «по картках» 1,82 л міцних напоїв на місяць. 
Система нормування використовувалась до 1955 року. Коли Швеція вступила до ЄС у 1995 році, алкогольні звички стали більш континентальними, а правила були послабленіː законодавство дозволило приватним підприємствам виробляти, імпортувати та продавати алкоголь та навіть безпосередньо в ресторани, хоча роздрібна монополія залишилась. З 1995 по 2005 рік споживання алкоголю збільшилося на 30%.

## Регулювання та оподаткування
Швеція володіє державною монополією Systembolaget на алкогольні напої, сильніші, ніж 3,5% за проміле. Мінімальний вік купівлі у Systembolaget - 20 років, але 18 - у ліцензованих ресторанах і барах. Всього діє 431 магазин по всій Швеції, тобто, один магазин обслуговує приблизно 22 тисячі мешканців.
Пиво юридично ділиться на три класи. Клас I (максимум 2,8%), що називається «лжето» («легке пиво»), продають без обмежень (хоча магазини часто встановлюють власні обмеження за віком). Клас II (до 3,5%), що називається folköl («народне пиво»), продаються в звичайних магазинах, але з мінімальним купівельним віком 18 років. Клас III — "starköl" («сильне пиво», більше 3,5%) продаються тільки в магазинах Systembolaget.
Напої оподатковуються за вмістом алкоголю, складніше, ніж у більшості інших країн. Податок на горілку (40%) становить 200,56 крон / літр, на вино (14%) 22,08 крон / літр і на пиво (4,5%) 6,615 крони / літр (2007). Пиво з проміле 2,8% або менше звільнено від сплати податку, крім ПДВ, яке становить 12%.
Systembolaget має чіткий монопольний статус щодо продажу алкоголю споживачам у Швеції, за винятком ресторанів та барів, де алкоголь може бути проданий для негайного споживання (пляшки повинні бути відкриті і їх не можна забрати додому).
Інші компанії (виробники та імпортери) можуть продавати безпосередньо в ресторани та бари. Виробники алкоголю, такі як виноградарі, не можуть продавати пляшки своїх продуктів споживачам.
Єдиними винятками з монополії для споживачів є експортні магазини в аеропортах, які можуть продавати алкоголь людям, зареєстрованим для польоту за межі ЄС. Алкоголь не можна продавати на човнах у шведських водах.
Квота на імпорт з інших країн ЄС необмежена для особистого користування.  Через податки багато шведів постачають собі алкоголь з Естонії чи Німеччини. 
Самогон виготовляють переважно у сільській місцевості. Дистиляція без ліцензії на комерційне виробництво є незаконною в Швеції, навіть для особистого користування, і може призвести до штрафів або тюремного ув'язнення. 

## Ресторани та бари

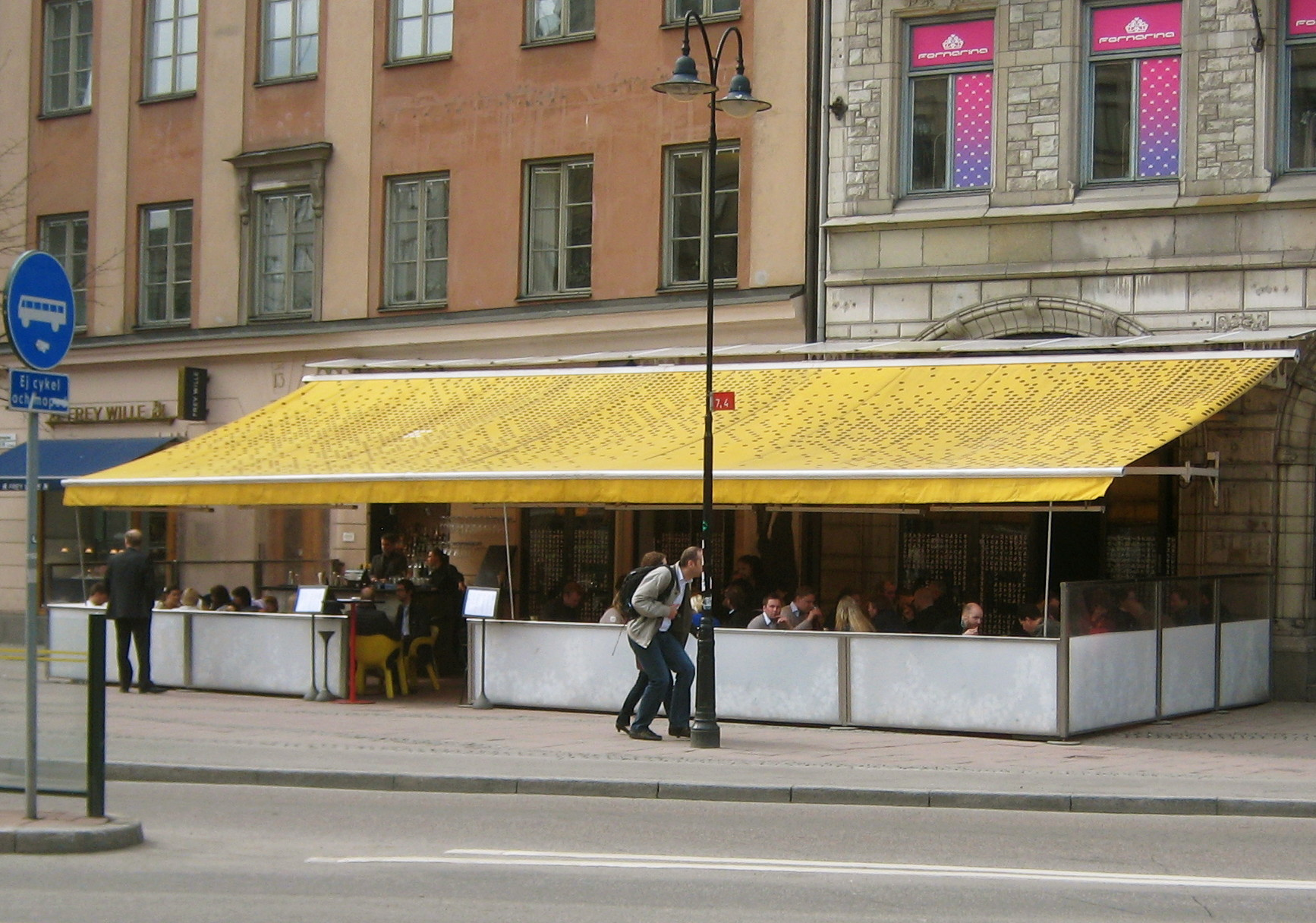
Зовнішні приміщення ресторану повинні бути відокремлені від вулиць, щоб отримати дозвіл на алкоголь.

Алкоголь можна продавати у ресторанах, барах та нічних клубах людям, старше 18, хоча деякі нічні клуби добровільно вимагають збільшеного мінімального віку  (зазвичай до 20 або 23, іноді 27 років).  Алкоголь дозволено подавати лише з 11:00 до 1:00. Заборонені будь-які акції та знижки, які стимулюють купувати більшу кількість. 
Алкоголь дозволено продавати лише в барах, якщо вони визначаються як ресторани, а це означає, що вони повинні пропонувати теплу їжу на місці. Ресторани, бари та паби потребують дозволу муніципалітету продавати алкоголь. Надто п'яним людям не дозволяється входити в приміщення з алкогольною ліцензією. Люди, які помічають у стані сп'яніння під час перебування в приміщенні, не повинні обслуговуватися і вони мають негайно покинути приміщення.
З XIX століття до 1977 р. ресторани повинні були подавати теплу їжу, коли продавали алкоголь - потрібно було замовити хоча б варене яйце. Зараз ця норма скасована, але діють інші обмеження: наприклад, придбаний у ресторані або барі алкоголь має бути спожитий у стінах закладу. Замовлену пляшку потрібно одразу відкрити, а також простежити, щоби клієнт її не виніс.